# 铁拳6
《铁拳6》，是一款由万代南梦宫制作和发行的格鬥遊戲。本作是铁拳主系列的第七作。游戏于2007年11月26日在日本街机发行，是PlayStation 3为基础的System 357街机基板的首个游戏。 一年后，一个副标题为《血统反叛》的更新发行。以此更新为基础的家用机版本于2009年10月27日在PlayStation 3和Xbox 360发行。于2009年11月24日在PlayStation Portable发行。游戏最初计划在PlayStation 3上独占。直到2008年10月8日万代南梦宫宣布一个Xbox 360移植将会同时发行。本作是第一款在Xbox 360发行的《铁拳系列》游戏。其中包含多层场景和绑定系统。游戏也是第一款多平台游戏。游戏收到普遍正面评价。特别是PSP版本，得到GameRankings82.60%和Metacritic82/100的分数。
一个非正统的续作，《铁拳 Tag Tournament 2》于2011年发行。本作的正统续作《铁拳7》于2015年3月18日在日本发行。

## 玩法
《铁拳6》与前作相比具有更大的交互场景。 比如能够打穿的墙体和楼层，进入新的战斗区域。 针对定制化人物的功能得到增强。一些物品会对某些玩法产生影响。
游戏添加了新的“愤怒”系统。主要是当角色动力低于某个点，其每一个击打会都给出更多伤害。开启这个功能後會有一个红色的能量光环围绕在角色周围，而且血槽会有红色闪烁的變化。愤怒系統的光环可以定制成不同颜色和效果，比如像火、电、冰或其他造型。另外一个新增加的玩法是“Bound”系统（簡稱B系統，浮空砸地）。每一个角色都有多个动作。当对手正在半空中遭受连击，对其使用可以导致对手重重地砸在地上，并且从地板反弹而处于眩晕状态。可以对其进行另一次连击或者其他攻击。在《血统反叛》的更新中，一个成功地躲避低级攻击的动作，也会使角色进入眩晕状态。

## 角色
《铁拳系列》制作和执行总监原田胜弘说到“供选择游玩的角色比《铁拳5》多，并且游戏具有系列最多的角色名单。我已经从事铁拳系列10多年了。我们特别重视的一件事，就是在《铁拳3》之后，确保每一个角色都是独一无二的，并且没有与其他人物重叠。他们不仅仅在外观上，还在个性和技巧上都是独一无二”。
原田提到，《铁拳6》平台版本将会具有《铁拳系列》游戏中史上最多的操作角色数量。包括《鐵拳5 闇黑復甦》中所有的虚拟人物，也包括《铁拳6》街机版本中新加入的角色。玩家可以全定制角色，并且可以让非定制角色于定制人物一起在线作战。
9个新角色加入《铁拳6》。第一个角色是Zafina，她或许具有埃及血统，来到巡回赛来阻止“两大邪恶之心”的碰撞。第二个角色是Leo Kliesen，他是一个德国格斗家。第三个角色是Miguel Caballero Rojo。他是西班牙斗牛士，对于格斗充满激情。Miguel想要对Jin和三岛财阀进行复仇。第四个是罗伯特·“鲍勃”·理查德，他是一个美国人，具有武术特长。第五个杰克-6，是一个新型的杰克机器人，是杰克-5的升级版。
第六个角色是NANCY-MI847J，是游戏的奖励关头目。第七个角色，Azazel是游戏的最终关头目。
在平台版本和《血统反叛》中，第八个角色是Alisa Bosconovitch。第九个角色是Lars Alexandersson。

## 制作
在宣布跨平台之前，《铁拳6》成为最为期待的PlayStation 3独占游戏之一。
《铁拳6》具有一大群音乐制作者：滨本理央、高田龙一、冈部启一、细江慎治等。

## 评价
评论者对于《铁拳6》的反响普遍较好。 《IGN》提到，“尽管《铁拳系列》不是给所有人的，但《铁拳6》对于大多数不同类型的格斗玩家来说应该是吸引人的”。其给予游戏8.8分。 《IGN 澳大利亚》给予游戏9.0/10分。《GameSpot》给8.5/10分。《Play UK》给予《铁拳6》94分，并且提到它是“一个强烈、战术性和十足地杰出的格斗游戏，对于任何人，甚至对于这种类型暂时感兴趣的人来说都是非常完美的”。
不过，《铁拳6》被批评到，在PlayStation 3版本，当使用没有安装游戏的模式下运行游戏，游戏的加载时间过长。 以及先前的在线多人组件过于延迟。对于多人游戏延迟，南梦宫万代已经通过提供补丁得以改进。 游戏的场景战役模式也收到批评声。《IGN》提到场景战役令人失望。指出平淡的场景和重复的敌人。

## 续作
一个标题为《铁拳7》的续作于2014年7月13日公布。 关于这个续作更多的消息在2014年圣地亚哥国际漫画展上由万代南梦宫提供。 游戏于2015年2月18日在日本街机限定发行。之后于2015年3月18日完全发行。